# Boscarla dels joncs
La boscarla dels joncs (Acrocephalus schoenobaenus) és una espècie d'ocell de la família dels acrocefàlids (Acrocephalidae) que habita zones de canyars, vegetació d'aiguamoll i arbusts prop de l'aigua, a la zona paleàrtica.